# Guero (Lachenmann)

Guero – Studie für Klavier (Guero - Étude pour piano) est une œuvre pour piano composée par Helmut Lachenmann en 1970, et retravaillée en 1988.

## Histoire
Cette œuvre pour piano est une commande du pianiste Alfons Kontarsky, qui voulait publier ce morceau dans une collection d'œuvres contemporaines pour piano. Guero est créé le 1er décembre 1970 par le pianiste Peter Roggenkamp à Hambourg.
Le morceau dure à peu près cinq minutes et comporte une partition graphique. La pianiste doit parcourir la surface du clavier, sur les touches noires et blanches, sans les presser. Le résultat donne des « sons perforés », qui rappellent les sons frottés d'un instrument idiophone, le güiro (d'où le titre de l'œuvre). La partition demande d'autres actions inhabituelles sur le piano (cordes pincées à l'aide des ongles, d'agrafes ; jambe de force et corps frappés, etc.).
L'instrument est traité de manière prolongée de façon à ne pas produire de son de piano joué normalement, mais des sons percussifs. Guero fait partie d'un ensemble de trois Études, avec Pression et Dal Niente, qui ouvre la voie à la musique concrète instrumentale. Une musique concrète fondée non sur les sons de la vie quotidienne mais sur des sons instrumentaux.

## Discographie
- Helmut Lachenmann (piano), 1972, Edition RZ (LP)
- Roland Keller, 1986, Col legno
- Helmut Lachenmann, 1995, Disques Montaigne
- Marino Formenti, 2003, Col legno
- Herbert Schuch (piano), Oehms (CD)